# Кульмбах
Кульмбах (нем. Kulmbach; «кульм» — по-немецки вершина, «бах» — источник) — город в Германии, районный центр, расположен в земле Бавария среди живописных холмов в самом центре природного парка Фихтельгебирге (Верхняя Франкония).
Подчинен административному округу Верхняя Франкония. Входит в состав района Кульмбах. Население составляет 26 768 человек (на 31 декабря 2010 года). Занимает площадь 92,77 км². Официальный код — 09 4 77 128.
Город подразделяется на 37 городских районов.
В городе имеется известная достопримечательность: герцогский замок Плассенбург, возвышающимся над городом и являющимся его символом. В замке находится крупнейший в мире музей оловянных солдатиков, в коллекции которого имеется более 300 000 уникальных фигурок.
Развитая пивная культура Кульмбаха поддерживается пивоварнями Kulmbacher Brauerei, выпускающими эль Капуцинер и EKU 28, один из наиболее крепких видов пива в мире, а также множество других разновидностей.

## Население
По оценке на 31 декабря 2015 года население общины составляет 25 933 чел.
| Дата      | 1840 | 1871  | 1900  | 1925  | 1939  | 1950  | 1961  | 1970  | 1987  | 2011  |
| --------- | ---- | ----- | ----- | ----- | ----- | ----- | ----- | ----- | ----- | ----- |
| Население | 9159 | 11399 | 17367 | 18557 | 20128 | 30560 | 29060 | 29482 | 27241 | 26678 |

| Год       | 1960  | 1970  | 1980  | 1990  | 2000  | 2009  | 2010  | 2011  | 2012  | 2013  | 2014  | 2015  |
| --------- | ----- | ----- | ----- | ----- | ----- | ----- | ----- | ----- | ----- | ----- | ----- | ----- |
| Население | 28817 | 29594 | 28226 | 27871 | 28258 | 26842 | 26768 | 26521 | 26352 | 26217 | 25985 | 25933 |

## Персоналии
- Бахман, Людвиг — историк шахмат.
- Вильсдорф, Ганс — предприниматель, основатель компании Rolex.
- Кульмбах, Ганс фон — художник — живописец и рисовальщик
- Штаден, Зигмунд Теофил — органист и композитор эпохи барокко.
- Этлингер, Андреас Эрнст — ботаник

## Фотогалерея

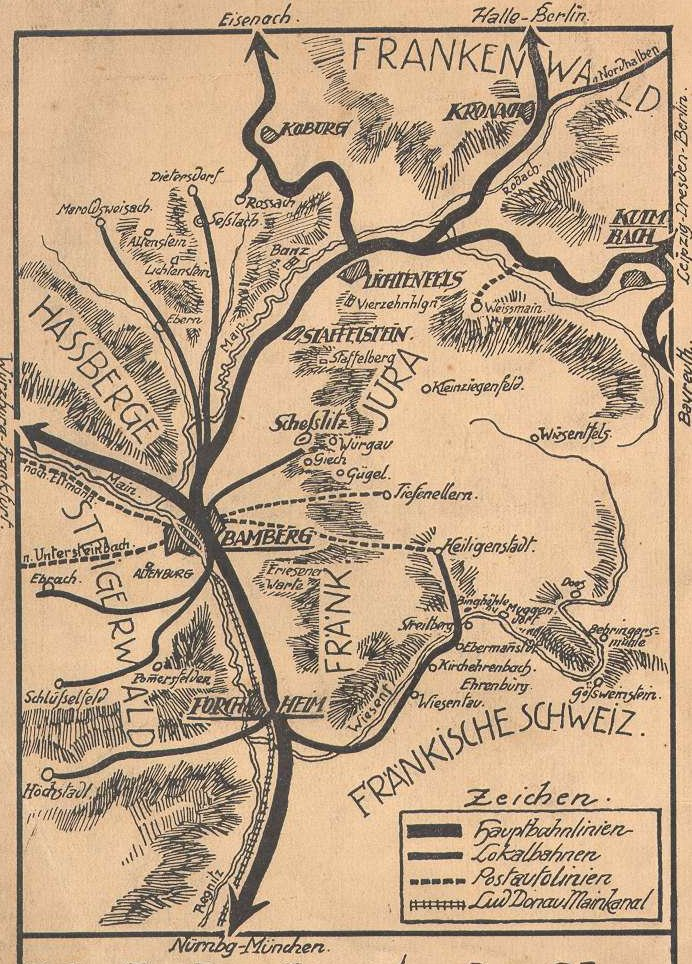
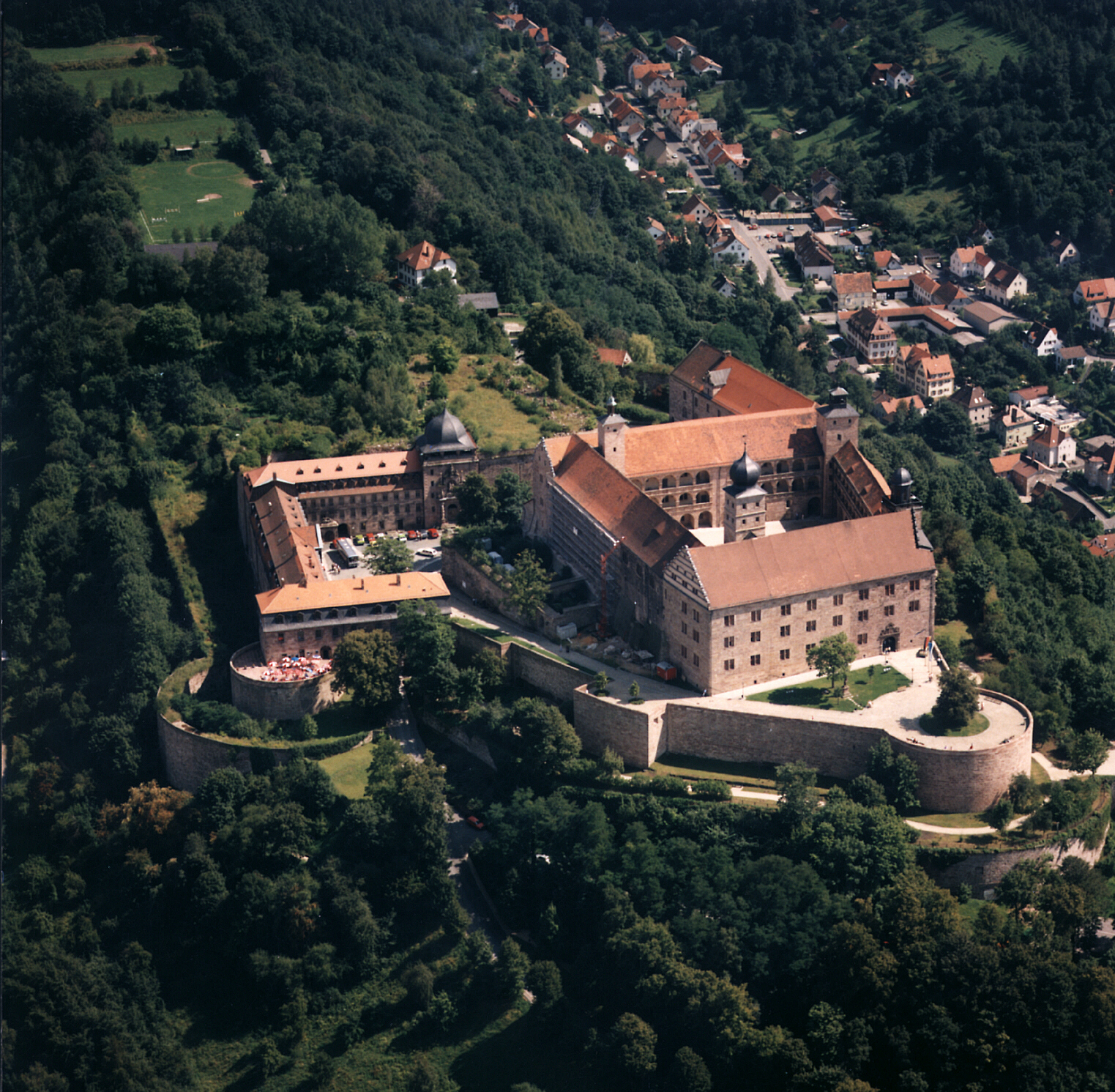
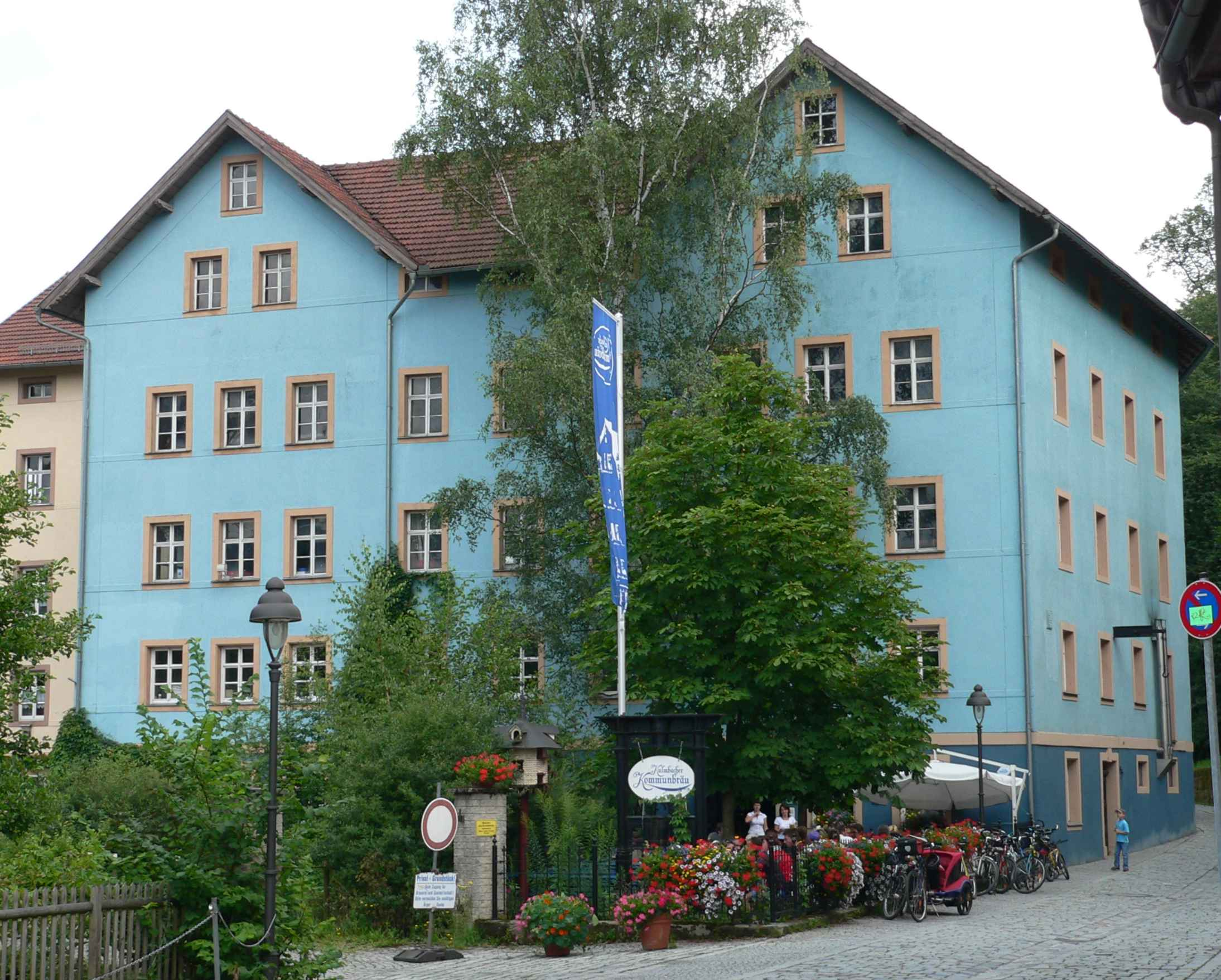
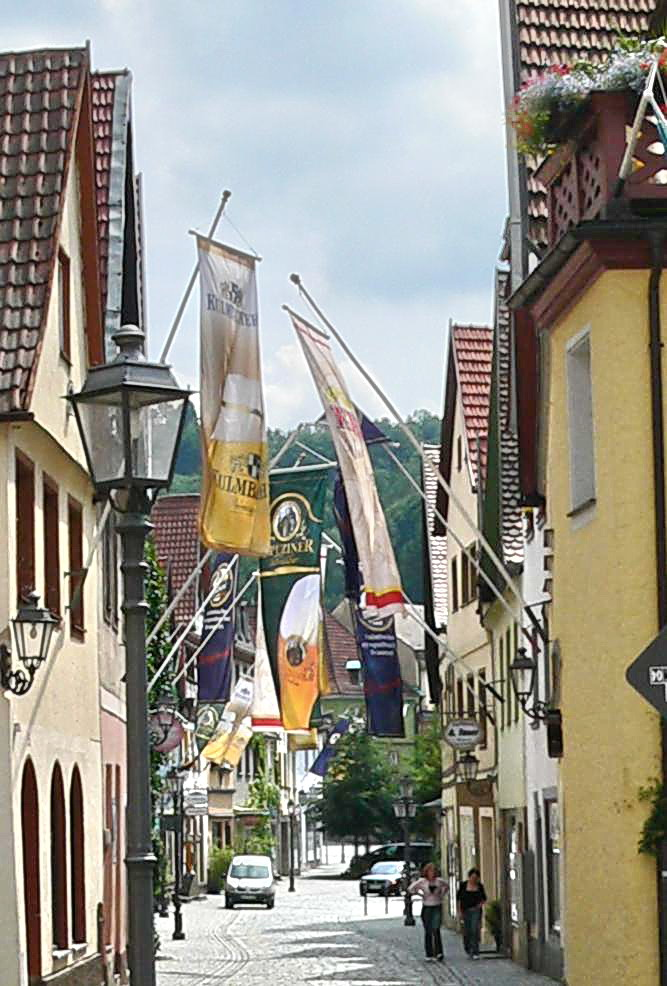
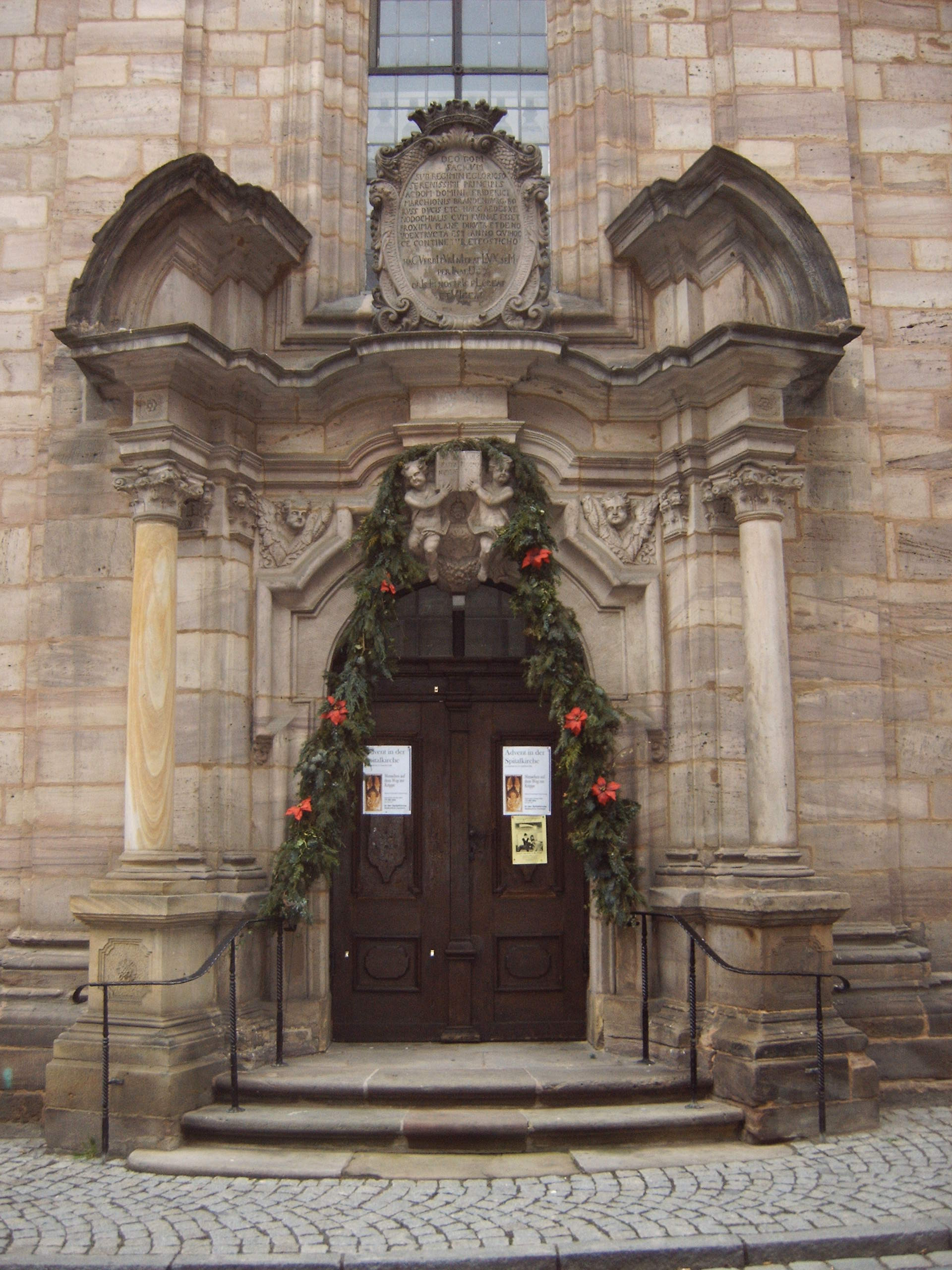
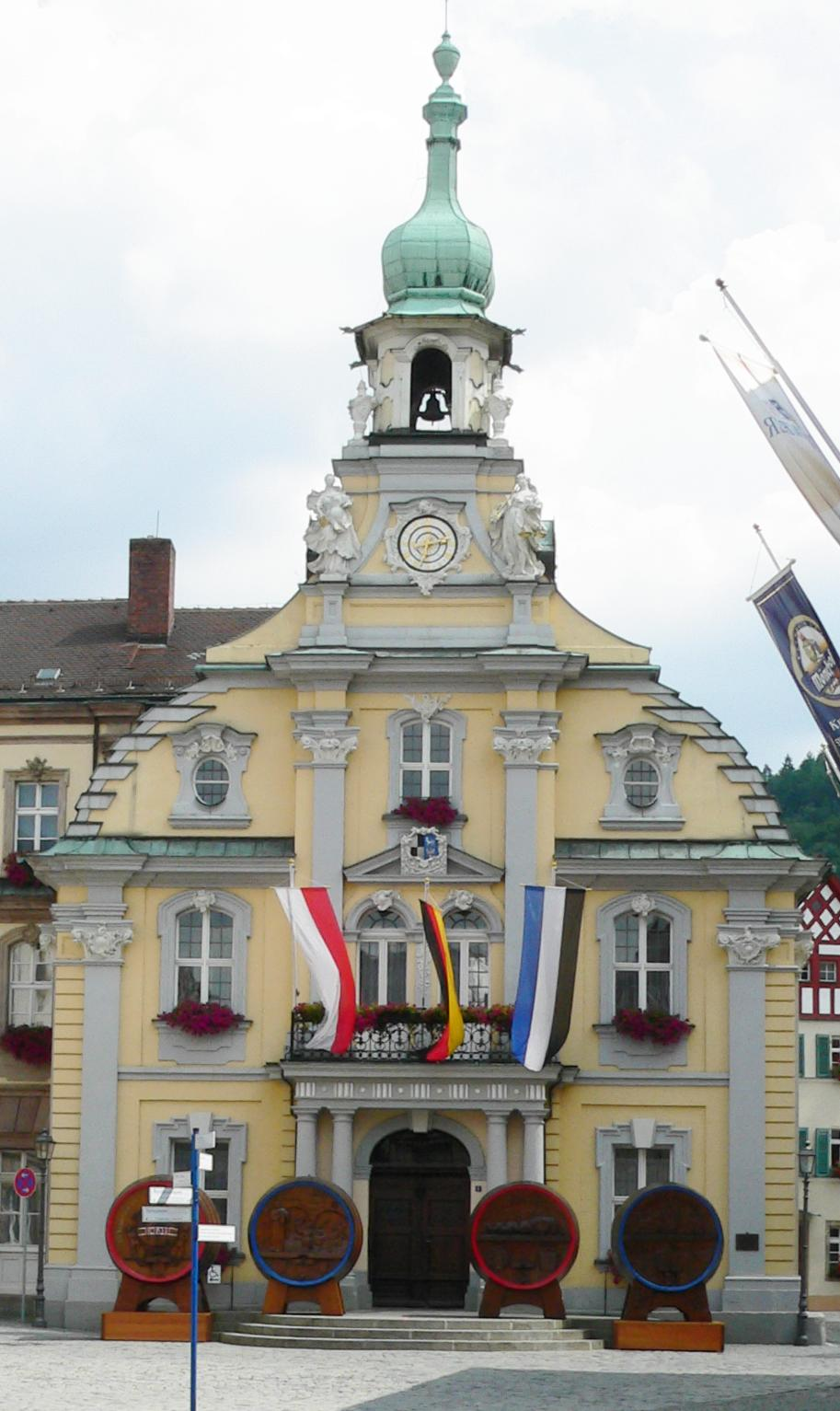